# أندري غوندر فرانك
أندري غوندر فرانك (André Gunder Frank): ولد في برلين في 24 فيفري 1929 وتوفي في لوكسمبورغ يوم 23 أفريل 2005، مؤرخ وعالم اقتصاد واجتماع أمريكي[ ؟ ] من أصل ألماني.

## نبذة عن حياته
تتلمذ على عالم الاقتصاد الأمريكي وصاحب جائزة نوبل ميلتون فريدمان بجامعة شيكاغو. ويعتبر أحد مؤسسي نظرية التبعية وعالم النظام في الستينات، وهما من المقاربات ما بعد الماركسية وتستعمل في تحليل العلاقات الدولية. كما أنه معروف أيضا بتحاليله للتخلف ونقده للرأسمالية.

## مؤلفاته
- الرأسمالية والتخلف في أمريكا اللاتينية، منشورات ماسبيرو الفرنسية 1968.
- نمو التخلف: أمريكا اللاتينية، منشورات ماسبيرو الفرنسية 1970.
- البرجوازية الرثة والنمو الرث، ماسبيرو 1971.
- التراكم العالمي 1500-1800، ط 1977.
- التراكم التابع، ط 1978.
- رؤى حول الأزمة الاقتصادية العالمية الجديدة، ط 1981.
- نقد ونقد مضاد، ط 1985.